# Les Béatitudes
Les Béatitudes (Las Bienaventuranzas) es un oratorio en francés para solistas, coro y orquesta, compuesto por César Franck entre 1867 y 1879. El texto de Joséphine Colomb es una poética reflexión sobre las ocho bienaventuranzas de Jesús, del Evangelio de San Mateo. Se estrenó, en forma reducida, el 20 de febrero de 1879, en un concierto privado en la casa de Franck en París. El oratorio completo no fue interpretado hasta después de la muerte de Franck, el 19 de marzo de 1893 en Colonne.
La obra, de casi dos horas, es una de las composiciones de mayor escala de Franck. Completada en 10 de julio de 1879, la composición del oratorio Les Béatitudes fue una parte importante de la vida creativa de Franck. Se extendió por más de una década: la primera y la segunda partes son de 1869, el cuarto está escrito completamente en el año 1870 y 1871 vio el nacimiento de la tercera, y la primera versión de la quinta y la sexta se completó el 16 de agosto.

## Partes
Está compuesta para orquesta, coro, ocho solistas (soprano, mezzo-soprano, contralto, 2 tenores, barítonos y 2 contrabajos).
Se divide en un prólogo y ocho partes:
- Prólogo
- I. felices los que tienen espíritu de pobre, porque de ellos es el reino de los cielos
- II. felices los que lloran, porque recibiran consuelo
- III. felices los pacientes, porque recibiran la tierra en herencia
- IV. felices los que tienen hambre y sed de justicia, porque serán saciados
- V. felices los compasivos, porque obtendrán misericordia
- VI. felices los de corazón limpio, porque veran a Dios
- VII. felices los que trabajan por la paz, porque serán reconocidos como hijos de Dios
- VIII. felices los que son perseguidos por causa del bien, porque de ellos es el reino de los cielos

## Grabaciones
- Helmuth Rilling dirigiendo la SWR Stuttgart Radio Symphony Orchestra, con Gilles Cachemaille, John Cheek, Keith Lewis
- Rafael Kubelik y la Symphonieorchester des Bayerischen Rundfunks, con Jessye Norman, Brigitte Fassbaender, René Kollo, Dietrich Fischer-Dieskau
- Armin Jordan dirigiendo la Nouvel Orchestre Philharmonique and Chœurs de Radio France, conLouise Lebrun, Jane Berbié, Nathalie Stutzmann, et al.